# Cinturons de roca verda

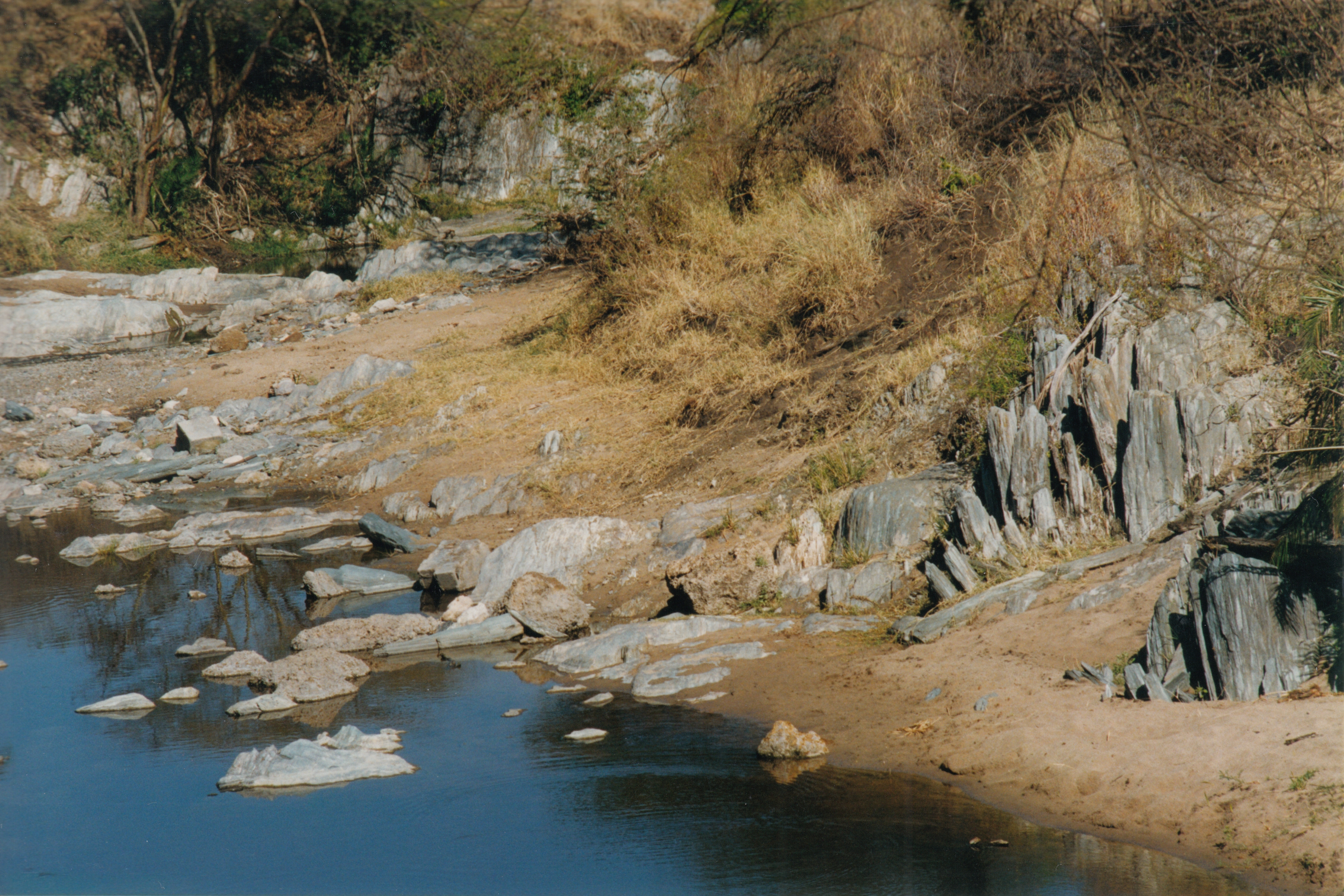
Aflorament de roques de cinturó verd. Kilimafedha a Tanzània

Els cinturons de pedra verda són zones de seqüències volcàniques màfiques a ultramàfiques de metamorfosi variable amb roques sedimentàries associades que es troben dins dels cratons Arqueans i Proterozoics entre cossos de granit i gneis.
El nom prové de la tonalitat verda impartida pel color dels minerals metamòrfics dins de les roques màfiques: els minerals verds típics són la clorita, l'actinolita i altres amfíbols verds. Els cinturons de pedra verda també contenen sovint jaciments d'or, plata, coure, zinc i plom.
Un cinturó de pedra verda sol tenir unes quantes desenes a diversos milers de quilòmetres de llarg. Normalment, un cinturó de pedra verda és dins del volum més gran de granit-gneis homogeni. Dins d'un crató conté un grau significativament més gran d'heterogeneïtat i complicacions i forma un marcador tectònic molt més diferent que els granits molt més voluminosos i homogenis. A més, un cinturó de pedres verdes conté molta més informació sobre esdeveniments tectònics i metamòrfics, deformacions i condicions paleogeològiques que els esdeveniments de granit i gneis, perquè la gran majoria de pedres verdes s'interpreten com basalts alterats i altres roques volcàniques o sedimentàries. Com a tal, entendre la naturalesa i l'origen dels cinturons de pedra verda és la forma més fructífera d'estudiar la història geològica de l'Arqueà.

## Naturalesa i formació

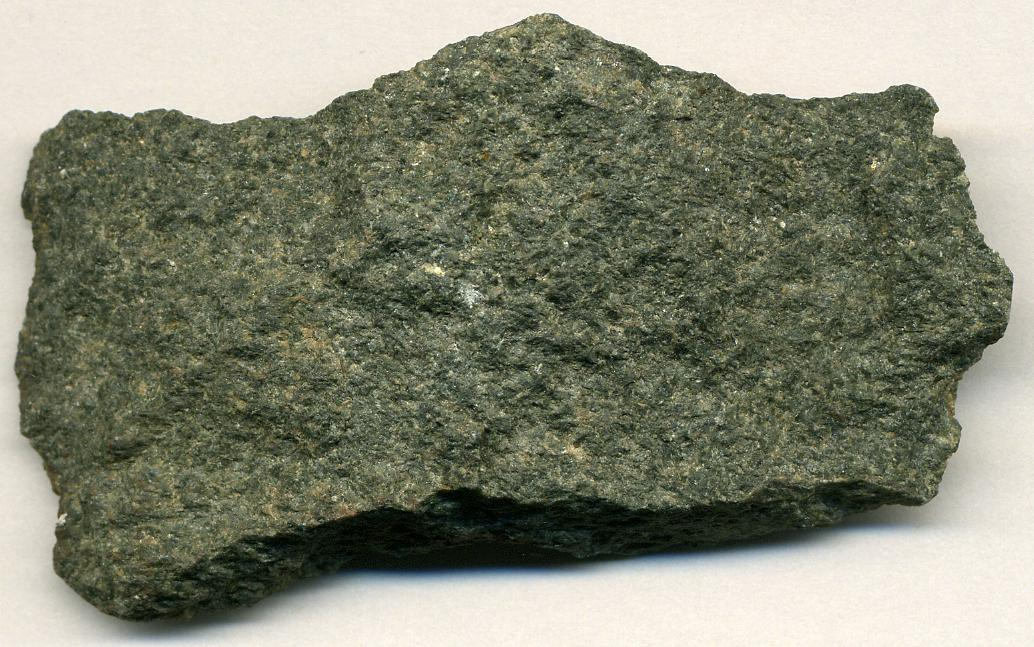
Lava encoixinada metamorfosada extreta del cinturó de roca verda d'Ishpeming, Michigan

S'ha interpretat que els cinturons de pedra verda s'han format en antics centres d'expansió oceànics i terranes d'arc insular.
Els cinturons de pedres verdes estan formats principalment per roques volcàniques, dominades pel basalt, amb roques sedimentàries menors entre les formacions volcàniques. Amb el pas del temps, el grau de sediment contingut als cinturons de pedra verda ha augmentat i la quantitat de roca ultramàfica (ja sigui com a intrusions en capes o com a komatiita volcànica) ha disminuït.
També hi ha un canvi en l'estructura i la relació dels cinturons de pedra verda amb els seus jaços entre l'Arqueà, on hi ha poca relació clara, si n'hi ha, entre les làmines de basalt-peridotita d'un cinturó de pedra verda i els granits amb què descansen, i el Proterozoic, on hi ha cinturons de pedra verda. s'asseuen sobre jaços de granit i gneis i/o altres cinturons de pedra verda, i el Fanerozoic on es mostren clars exemples de vulcanisme d'arcs insulars, sedimentació d'arcs i seqüències d'ofiolites esdevenen més dominants.
Aquest canvi en la naturalesa s'interpreta com una resposta a la maduresa dels processos de tectònica de plaques al llarg de la història geològica de la Terra. La tectònica de plaques arcaiques no es va dur a terme a l'escorça madura i, per tant, s'espera la presència de cinturons de pedra verda al·lòctons. Al Proterozoic, el magmatisme s'estava produint al voltant dels cratons i amb fonts sedimentàries establertes, amb poc reciclatge de l'escorça, permetent la preservació de més sediments. Durant el Fanerozoic, l'extensa coberta continental i el menor flux de calor del mantell han vist una major preservació dels sediments i una major influència de les masses continentals.
Les pedres verdes, a part de contenir basalts, també donen lloc a diversos tipus de roques metamòrfiques que s'utilitzen com a sinònim de 'metabasalt', etcètera; esquist verd, esquist blanc i esquist blau són termes derivats de l'estudi dels cinturons de pedra verda.
Els primers cinturons de pedra verda del Proterozoic de l'Àfrica occidental són similars als cinturons de pedra verda arqueans. Aquestes similituds inclouen una disminució de la quantitat de roques ultramàfiques i màfiques a mesura que es mou per la columna estratigràfica, a més d'un augment de les roques piroclàstiques, fèlsiques i/o andesítiques. A més, les successions rocoses tendeixen a tenir clasts a la part superior i cel·les toleítiques a la inferior. Els dics calco-alcalins són habituals en aquestes cel·les.

## Distribució

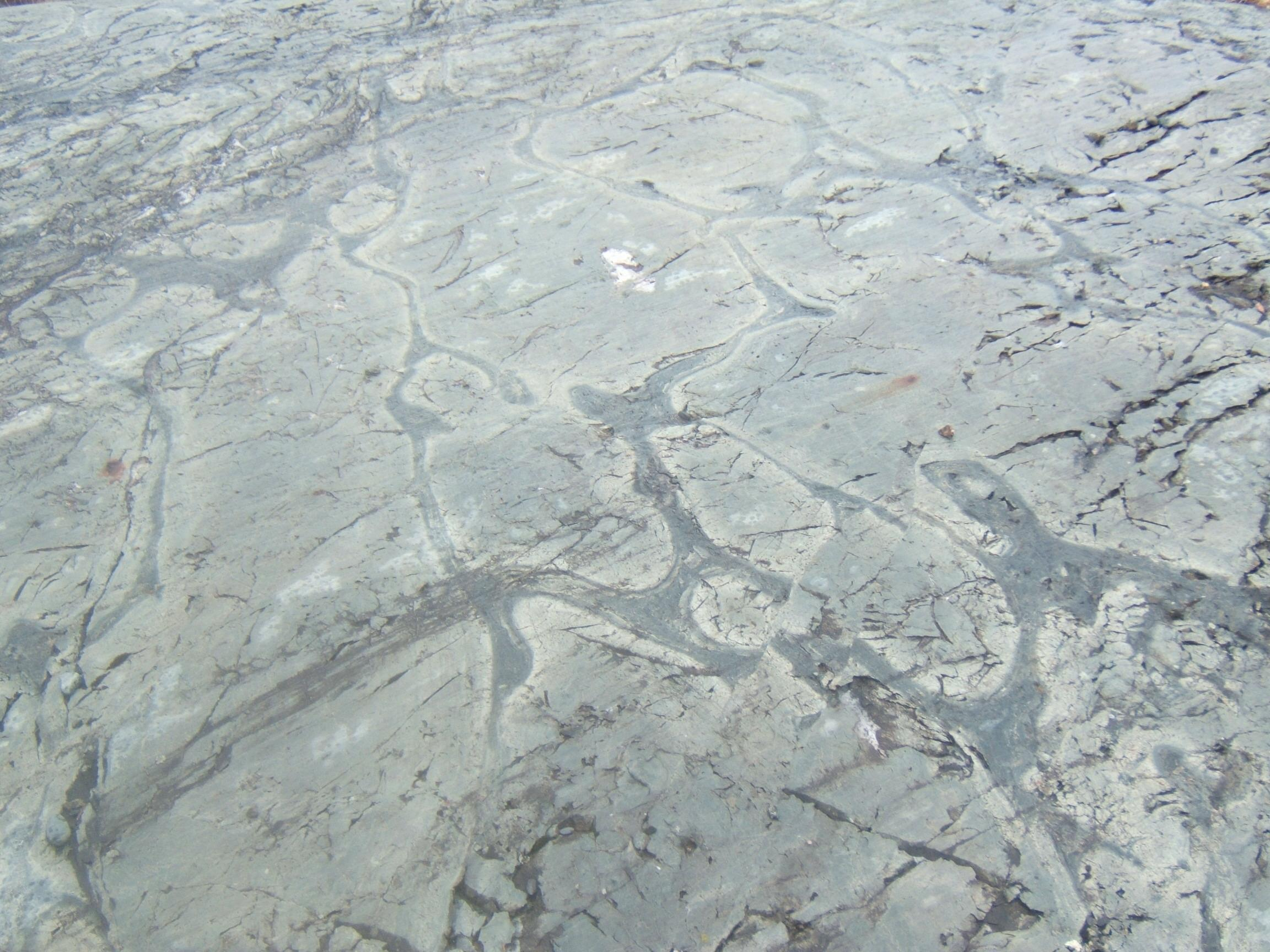
Coixí de lava meteoritzat del Precambrià. Cinturó de roca verda de Temagami (Escut Canadenc).

Les pedres verdes de l'Arqueà es troben al crató Slave, al nord del Canadà, al crató Pilbara i al crató Yilgarn, Austràlia Occidental, al crató Gawler al sud d'Austràlia i al crató de Wyoming als EUA. N'hi ha exemples al sud i l'est d'Àfrica, és a dir, el crató de Kaapvaal i també al nucli cratònic de Madagascar, així com l'Àfrica occidental i el Brasil, el nord d'Escandinàvia i la península de Kola (vegeu Escut Bàltic).
Les pedres verdes del Proterozoic es troben entre els cratons de Pilbara i Yilgarn a Austràlia, i al costat del crató Gawler i dins dels extensos cinturons mòbils del Proterozoic d'Austràlia, dins de l'Àfrica occidental, al llarg dels complexos metamòrfics que envolten el nucli arqueà de Madagascar; l'est dels Estats Units, el nord del Canadà i el nord d'Escandinàvia. El cinturó de pedra verda de l'Abitibi a Ontario i Quebec és un dels cinturons de pedra verda arcaica més grans del món.
A l'Antàrtida, el massís Fisher d'edat proterozoica s'assembla molt a la composició i estructura d'un cinturó de pedra verda.
Un dels cinturons de pedra verda més coneguts del món és el cinturó de pedra verda sud-africà de Barberton, on es va descobrir l'or per primera vegada a Sud-àfrica. El cinturó de Barberton Greenstone va ser identificat per primera vegada pel professor Annhauser de la Universitat de Witwatersrand, Johannesburg. El seu treball en el mapeig i el detall de les característiques del cinturó de pedra verda de Barberton s'ha utilitzat com a imprimació per a altres cinturons de pedra verda d'arreu del món. Va assenyalar l'existència de laves de coixí, cosa que indica que una lava es refreda ràpidament a l'aigua, així com les textures lamino-aciculars creades pels cristalls formats en ambients que es refreden ràpidament, és a dir, l'aigua.